# Hvor der kæmpes mod Bolschevikerne
|  | Denne artikel er oprettet af botten Steenthbot ud fra en ekstern database. Den kan derfor have sproglige fejl eller mangler. Denne skabelon kan fjernes efter kontrol af indholdet. |

Hvor der kæmpes mod Bolschevikerne er en dansk dokumentarisk optagelse fra 1919.

## Handling
Efter den russiske revolution i 1917 brød det store russiske kejserrige sammen, og en række nationale mindretal i det tidligere Tsarrige øjnede nu muligheden for selvstændighed og frihed. I Estland og Letland førte selvstændighedsbestræbelserne til blodige uafhængighedskrige mod bolsjevik-Rusland i årene 1918-1920.
På privat initiativ blev der i 1919 oprettet et korps af danske frivillige soldater, der skulle bistå de estiske og lettiske  folk i deres kamp for frihed og selvstændighed. Mere end 2000 danskere meldte sig, men på grund af økonomiske problemer kom kun første kompagni afsted (ca. 200 mand). Under estisk overkommando deltog de danske frivillige i hårde kampe i Estland, Letland og Rusland.
I korpsets kølvand fulgte to danske krigskorrespondenter og filmfotografer, løjtnant W. Møgeltoft-Jørgensen og assurandør Asbjørn Bech. Af den estiske hærledelse havde de to korrespondenter fået tilladelse til at færdes frit på fronten med deres filmkamera. Det blev til denne film, der er et portræt af de baltiske samfund under uafhængighedskrigene i 1919.
I flere scener ses de danske frivillige, der er letgenkendelige på deres karakteristiske britiske hjelme. Filmen viser bl.a. danske frivillige i Tartu i Estland, hvor de samles for at rejse med tog til Pskov-fronten i Rusland. Her samarbejdede de danske tropper med de anti-bolsjevikiske russiske hvide styrker i Nordvesthæren, der var kommanderet af den berygtede kosakleder Stanislav Bulak-Balakhovitj, der også ses på filmen. Danske frivillige ses også fejre Valdemarsdagen i Tallinn, og i en af de små landsbyer, der udgjorde kampområdet i Rusland. Desuden ses en række stemningsoptagelser fra de baltiske hovedstæder Riga og Tallinn, samt den russisk by Pskov. Herunder dagligliv, ødelagte bygninger, fattige og krigsfanger. De danske filmfotografers optagelser er de eneste levende billeder, der kendes fra den estiske uafhængighedskrig.